# KGB의 아들
《KGB의 아들》(영어: Little Nikita)은 미국에서 제작된 리처드 벤저민 감독의 1988년 첩보 스릴러 영화이다. 시드니 포이티어, 리버 피닉스 등이 출연하였다. 포이티어와 피닉스는 1992년 영화 《스니커즈》에서 다시 조우하였다.

## 줄거리
원예종묘점을 운영하는 부모님을 둔 샌디에이고 고등학생 제프리 그랜트는 미국 공군사관학교에 지원한다. 제프리의 배경을 조사하던 FBI 요원 로이는 제프리의 부모님이 소련의 임무 지시를 기다리고 있는 잠복 요원(sleeper agent)들이라는 사실을 알아낸다. 로이는 그랜트가의 맞은편 집으로 이사를 와 그랜트 가족과 안면을 튼 끝에 제프리에게 협조를 요청하게 된다. 제프리는 자신의 진짜 이름이 니키타라는 걸 알게 된다.
한편 20년 전 로이의 파트너를 죽였던 소련 요원 '스쿠버'는 변절하여 현재 KGB 요원들을 하나씩 살해하는 중이다. 멕시코 시티의 소련 대사관은 스쿠버를 잡기 위해 콘스탄틴을 보낸다.

## 출연진
- 시드니 포이티어 - 로이 파멘터 역: FBI 요원.
- 리버 피닉스 - 제프리 '제프' 니컬러스 그랜트 역
- 리처드 젱킨스 - 리처드 그랜트 역
- 캐럴라인 카바 - 엘리자베스 그랜트 역
- 리처드 브래드퍼드 - 콘스탄틴 카르포브 역
- 로레타 더바인 - 버나 매클로플린 역
- 리처드 린치 - '스쿠버' 역